# Вест Гем Юнайтед
Вест Гем Юна́йтед (англ. West Ham United F.C.) — англійський професіональний футбольний клуб зі Східного Лондона. Виступає в Прем'єр-лізі, найвищому рівні в системі футбольних ліг Англії. Домашньою ареною є «Лондон Стедіум», після переїзду з «Болейн Граунд» в 2016 році.
Заснований у 1895 році під назвою «Темз Айронворкс», у 1900 році назву змінили на сучасну. У 1904 році вони переїхали на «Болейн Граунд», який залишався їхнім рідним полем понад століття. Спочатку «молоти» грали у Південній та Західній Лігах, а у 1919 році приєдналися до Футбольної Ліги. В 1923 році, клуб вперше виступав у Першому дивізіоні Футбольної ліги, а також пройшов до фіналу Кубка Англії, який вперше проводився на «Вемблі». У 1940 році клуб виграв перший Воєнний кубок Футбольної ліги.
Вест Гем тричі ставав володарем Кубка Англії (1964, 1975 і 1980) і двічі займав друге місце (1923 і 2006). Клуб дійшов до трьох великих європейських фіналів, вигравши Кубок володарів кубків у 1965 році та посівши друге місце в тому ж турнірі в 1976 році та перемогу у другому розіграші Ліги Конференцій у 2023 році. Вест Гем також виграв Кубок Інтертото в 1999 році. Вони є одним із восьми клубів, які ніколи не виступали нижче другого рівня системи футбольних ліг Англії, провівши 66 з 98 сезонів Прем'єр-ліги. Найвище місце в лізі на сьогоднішній день клуб посів у 1985–1986 роках, третє місце в тодішньому Першому дивізіоні.
Троє гравців «Вест Гему» взяли безпосередню участь у тріумфі збірної Англії на Чемпіонаті світу 1966 року: капітан команди та збірної Боббі Мур, та автори переможних м'ячів у фінальному матчі: Джефф Герст та Мартін Пітерс. Клуб має давнє суперництво з «Міллволлом», та ці ігри стали відомими через часті випадки футбольного хуліганства. «Вест Гем» прийняв свою бордову та небесно-блакитну колірну схему на початку 1900-х років, причому найбільш поширений варіант бордової сорочки з небесно-блакитними рукавами вперше з’явився в 1904 році.

## Історія

### Походження
Перше загальноприйняте втілення «Вест Гем Юнайтед» було засновано в 1895 році як «Темз Айронворкс», командою робітників найбільшого і останнього суднобудівника на Темзі, «Thames Ironworks and Shipbuilding Company», а саме бригадиром і арбітром місцевої ліги Дейвом Тейлором і власником Арнольдом Гіллсом, про що було оголошено в газеті «Thames Ironworks Gazette» за червень 1895 року. Компанія базувалася на пристані Лімут у Блекволі та Каннінг-Тауні на обох берегах річки Леа, де Леа впадає в Темзу. Thames Ironworks побудувала багато кораблів, найвідомішим з яких є HMS Warrior. Останнім кораблем, побудованим тут, був дредноут «HMS Thunderer» у 1912 році, і незабаром після цього корабельня закрилася.
Корабельня судноплавної компанії Castle Shipping Line була дуже близьким сусідом, і їхня робоча команда, спочатку відома під назвою «Олд Касл Свіфтс», об'єдналася з командою «Темз Айронворкс» після збанкрутування.
Команда грала на суто аматорських засадах, в ній грали кілька працівників заводу. Томас Фрімен був судновим пожежником, а Волтер Паркс – клерком. Джонні Стюарт, Волтер Трентер і Джеймс Ліндсей були кочегарами. Серед інших працівників були Вільям Чепмен, Джордж Сейдж і Фред Чемберлен, а також учень клепальника Чарлі Дав, який згодом мав великий вплив на майбутнє клубу.
У 1895 році «Темз Айронворкс» виграв Благодійний кубок Вест Гема, який розігрували клуби з району Вест-Гем, а в 1897 році виграв Лондонську лігу. Команда стала професійною у 1898 році, вступивши до Другого дивізіону Південної ліги, і з першої спроби вийшла до Першого дивізіону. Наступного року вона посіла друге місце, але вже зарекомендувала себе як повноцінна конкурентоспроможна команда. Наприкінці квітня 1900 року вони впевнено перемогли місцевих суперників «Фулгем» у плей-оф на виліт з рахунком 5:1 і зберегли за собою статус учасника Першого дивізіону.
Спочатку команда грала у темно-синій формі, який отримують спортсмени в деяких університетах і школах за участь у змаганнях найвищого рівня, але наступного сезону змінила колір, перейшовши на небесно-блакитні сорочки та білі шорти, які носили з 1897 по 1899 рік.
Після зростальних суперечок щодо управління та фінансування клубу, у червні 1900 року «Темз Айронворкс» було розформовано, а потім майже одразу відновлено як «Вест Гем Юнайтед» (на честь лондонського району Вест-Гем, де вони грали) 5 липня 1900 року з Сідом Кінгом на посаді менеджера та його асистентом Чарлі Пейнтером. Через початкове коріння та зв'язки з «робітничим колективом», серед вболівальників та ЗМІ вони все ще відомі як «Залізні» або «Молоти».

### Народження Вест Гем Юнайтед (1901–1961)

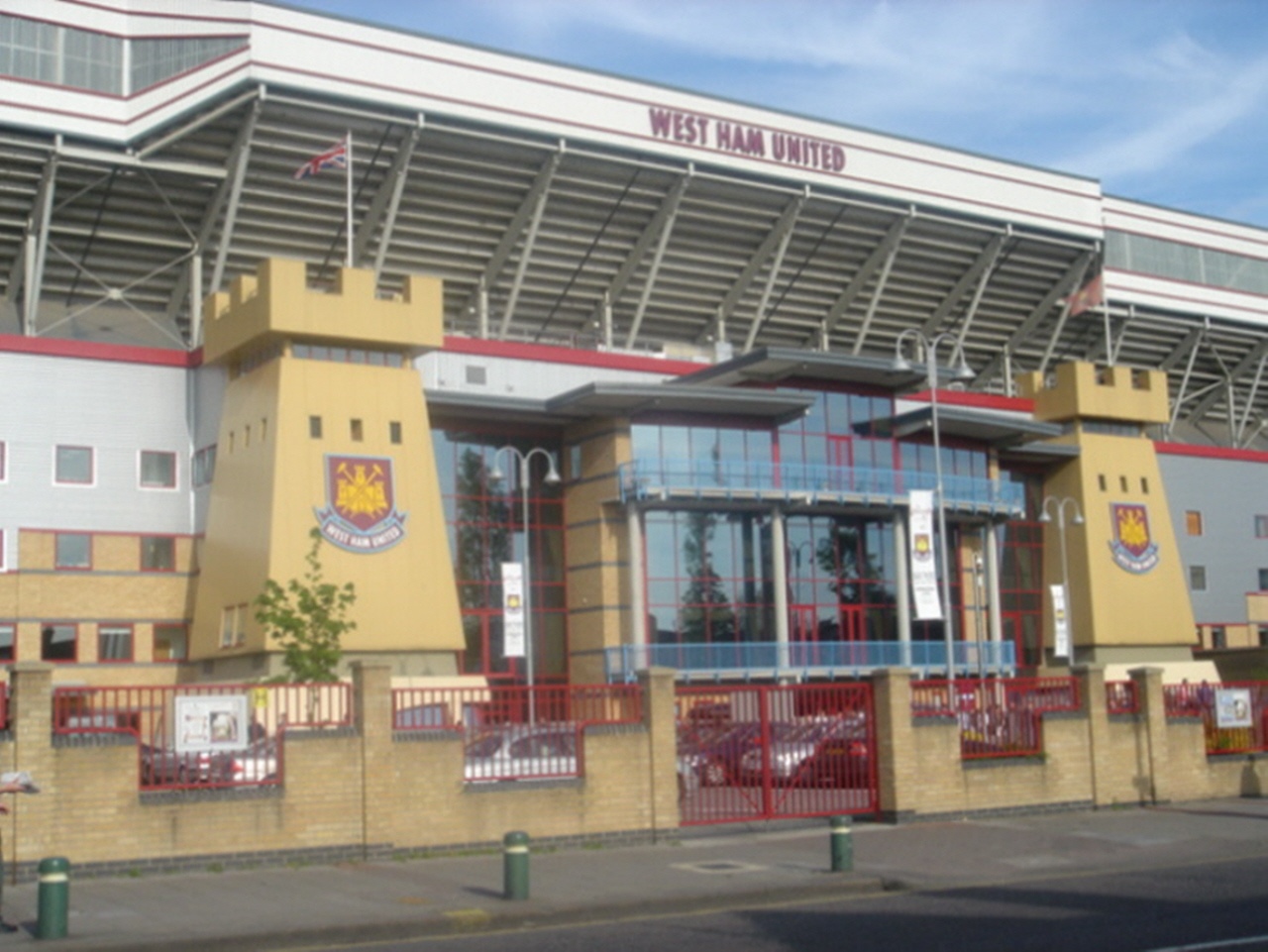
Болейн Граунд

«Вест Гем Юнайтед» приєднався до Західної ліги в сезоні 1901 року, водночас продовжуючи грати в Південному дивізіоні 1. У 1907 році «Вест Гем» став чемпіоном Дивізіону 1В Західної ліги, а потім переміг чемпіона Дивізіону 1А «Фулхем» з рахунком 1:0 і став абсолютним чемпіоном Західної ліги. Відроджений клуб продовжував грати на Меморіал Граундс в Плейстоу, але в 1904 році переїхав на поле в районі Аптон-Парк, на стадіон «Болейн Граунд». Перша гра «Вест Гем» на новому стадіоні була проти запеклих суперників «Міллволла» (які самі були командою металургійного заводу, хоча і працювали на конкуруючу компанію), яка зібрала 10 000 глядачів і завершилася перемогою «Вест Гема» з рахунком 3:0. 2 вересня 1904 року газета «Дейлі міррор» писала: «Завдяки погоді, що встановилася після ранкового дощу, «Вест Гем Юнайтед» вчора ввечері дуже вдало розпочав сезон, обігравши «Міллволл» з рахунком 3:0 на новому стадіоні в Аптон-Парк».
У 1919 році, ще під керівництвом Кінга, «Вест Гем» вийшов до Другого дивізіону Футбольної ліги, зігравши внічию 1:1 з «Лінкольн Сіті», а в 1923 році отримав підвищення до Першого дивізіону, а також потрапив до першого в історії фіналу Кубка Англії, який відбувся на старому стадіоні «Вемблі». Їхнім суперником був «Болтон Вондерерс». Цей матч був також відомий як «Фінал Білого Коня», названий так тому, що приблизно 200 000 людей прийшли на нього подивитися; на поле, яке потрібно було розчистити перед початком матчу, вийшов «Біллі», гігантський білий кінь (насправді сірий), на якому їхав констебль Джордж Сорі. Сам фінальний матч кубка закінчився з рахунком 2:0 на користь «Болтон Вондерерс». Команда з перемінним успіхом виступала в Першому дивізіоні, але зберегла свій статус протягом десяти років і дійшла до півфіналу Кубка Англії в 1933 році.
У 1932 році клуб вилетів до Другого дивізіону, а багаторічний менеджер Сід Кінг був звільнений після того, як прослужив клубу 32 роки, і в тому числі як гравець з 1899 по 1903 рік. Після вильоту Кінг мав проблеми з психічним здоров'ям. Він з'явився п'яним на засіданні ради директорів і невдовзі покінчив життя самогубством. Його замінив помічник менеджера Чарлі Пейнтер, який сам працював у «Вест Гемі» на різних посадах з 1897 року і прослужив команді на цій посаді до 1950 року, провівши загалом 480 ігор. Більшу частину наступних тридцяти років клуб провів у цьому дивізіоні, спочатку під керівництвом Пейнтера, а потім під керівництвом колишнього гравця Теда Фентона.
Фентону вдалося повернути клуб до вищого дивізіону англійського футболу в 1958 році, завдяки значному внеску Малкольма Еллісона. Фентон допоміг розвинути як початкову групу майбутніх зірок «Вест Гема», так і підхід «Вест Гема» до гри.

### Роки слави (1961–1986)
Рон Грінвуд був призначений наступником Фентона в 1961 році і незабаром привів клуб до двох головних трофеїв, вигравши фінал Кубка Англії 1964 року. Команду очолив молодий Боббі Мур. Наступного року «Вест Гем» також виграв Кубок володарів кубків. Під час чемпіонату світу 1966 року ключовими гравцями збірної Англії були гравці «Вест Гему», включаючи капітана Боббі Мура, Мартіна Пітерса (який забив у фіналі) та Джеффа Герста, який зробив перший хет-трик у фіналі чемпіонату світу. Всі троє гравців пройшли через молодіжну команду «Вест Гема».
На Баркінг-роуд, навпроти таверни Болейн, стоїть статуя «Чемпіони» на честь «трьох синів» «Вест Гема», які допомогли виграти чемпіонат світу 1966 року: Боббі Муру, Джеффу Херсту та Мартіну Пітерсу. На статуї також зображений Рей Вілсон з «Евертона».
Після важкого початку сезону 1974-75 Грінвуд отримав підвищення, ставши генеральним менеджером, і не повідомивши правління, призначив свого помічника Джона Лаєлла тренером команди. Результатом став миттєвий успіх - команда забила 20 голів у перших чотирьох матчах і виграла Кубок Англії, ставши останньою командою, яка виграла Кубок Англії, маючи у складі повністю гравців з Англії, обігравши у фіналі 1975 року «Фулгем» з рахунком 2:0. У складі «Фулгема» грали два колишні капітани збірної Англії, Алан Маллері та легенда «Вест Гема» Боббі Мур. 1976 року Лаєлл вивів «Вест Гем» до ще одного фіналу Кубка володарів кубків, хоча команда програла матч бельгійському «Андерлехту» з рахунком 4:2. Перебування Грінвуда на посаді генерального менеджера тривало менше як три роки, оскільки його було призначено новим тренером збірної Англії після відставки Дона Реві в 1977 році.
У 1978 році «Вест Гем» знову вилетів до Другого дивізіону, але Лаєлл залишився на посаді менеджера і привів команду до перемоги у фіналі Кубка Англії 1980 року з рахунком 1:0 проти «Арсеналу», що стало останнім випадком, коли команда не з вищого дивізіону виграла Кубок Англії. Вони дійшли до фіналу, перемігши «Евертон» у півфіналі. У 1981 році «Вест Гем» вийшов до Першого дивізіону і протягом наступних трьох сезонів фінішував у першій десятці Першого дивізіону, а у 1985-86 роках посів третє місце, досягнувши найвищого результату в історії ліги; група гравців стала відома як «Хлопці 86-го» (англ. The Boys of 86).

### Злети та падіння (1986–2005)
Однак «Молотобійці» знову вилетіли в 1989 році, що призвело до звільнення Лаєлла. Він отримав ex gratia у розмірі 100 000 фунтів стерлінгів, але покинув клуб за обставин, які Лаєлл назвав «прикрими», заслуживши лише 73 слова у короткому визнанні його заслуг у клубній програмці. Лаєлл залишив «Вест Гем» після 34 років в команді.
Після Лаєлла команду недовго очолював Лу Макарі, але він пішов у відставку після менш ніж одного сезону, щоб відбілити своє ім'я від звинувачень у нелегальних ставках, коли був менеджером «Свіндон Таун». Його замінив колишній гравець Біллі Бондс. У першому повному сезоні Бондса, 1990–91, «Вест Гем» знову забезпечив собі вихід до Першого дивізіону. Повернувшись до вищого дивізіону, Бондс провів «Вест Гем» через один з найсуперечливіших сезонів. Коли клуб планував запровадити систему облігацій, почалися масові заворушення. «Вест Гем» посів останнє місце і вилетів назад до Другого дивізіону лише через один сезон. Проте, у 1992–93 роках вони сильно змінились. З Тревором Морлі та Клайвом Алленом, які забили 40 голів, вони гарантували собі друге місце в останній день сезону домашньою перемогою 2:0 над «Кембридж Юнайтед», а разом з ним і вихід до Прем'єр-ліги.
Оскільки команда вийшла до Прем'єр-ліги, виникла потреба в оновленні складу. Гравець «Оксфорд Юнайтед» Джоуї Бошамп був придбаний за 1,2 мільйона фунтів стерлінгів. Однак невдовзі після прибуття до клубу він став незадоволеним, назвавши причиною тугу за рідним Оксфордом. Бондсу, зокрема, було важко зрозуміти таку позицію гравця у порівнянні з його власним підходом «ніколи не здавайся», що стало ще одним доказом занепаду сучасної гри та сучасного гравця. 58 днів потому Бошама підписав «Свіндон Таун» за рекордну для клубу суму у 800 000 фунтів стерлінгів, яка включала захисника Адріана Вітбреда, що пішов у зворотному напрямку. Вітбред був оцінений в 750 000 фунтів стерлінгів.
Асистент менеджера Гаррі Реднапп також став відігравати більшу роль у трансферах гравців за згодою клубу. Після чуток про те, що його колишній клуб «Борнмут» готовий запропонувати йому посаду, правління «Вест Гему» та їхній виконавчий директор Пітер Сторрі зробили суперечливий крок. Правління прагнуло не втратити Реднаппа і запропонувало Бондсу місце в раді директорів «Вест Гему», віддалене від повсякденних справ клубу. Це дозволило б їм призначити Реднапа менеджером. Бондс відмовився від запропонованої посади і пішов з клубу. Його звинувачення в обмані і маніпуляціях з боку ради директорів і Реднапа продовжують викликати недоброзичливе ставлення. Пітер Сторрі стверджував, що вони впоралися з ситуацією, кажучи: «Якби Гаррі пішов у «Борнмут», була велика ймовірність того, що Білл пішов би у відставку в будь-якому випадку, так що ми опинилися в без виграшній ситуації. Ми засмучені тим, що Білл йде, і це великий удар, але настав час рухатися далі, і ми призначили чудового менеджера». 10 серпня 1994 року Реднапп став менеджером.

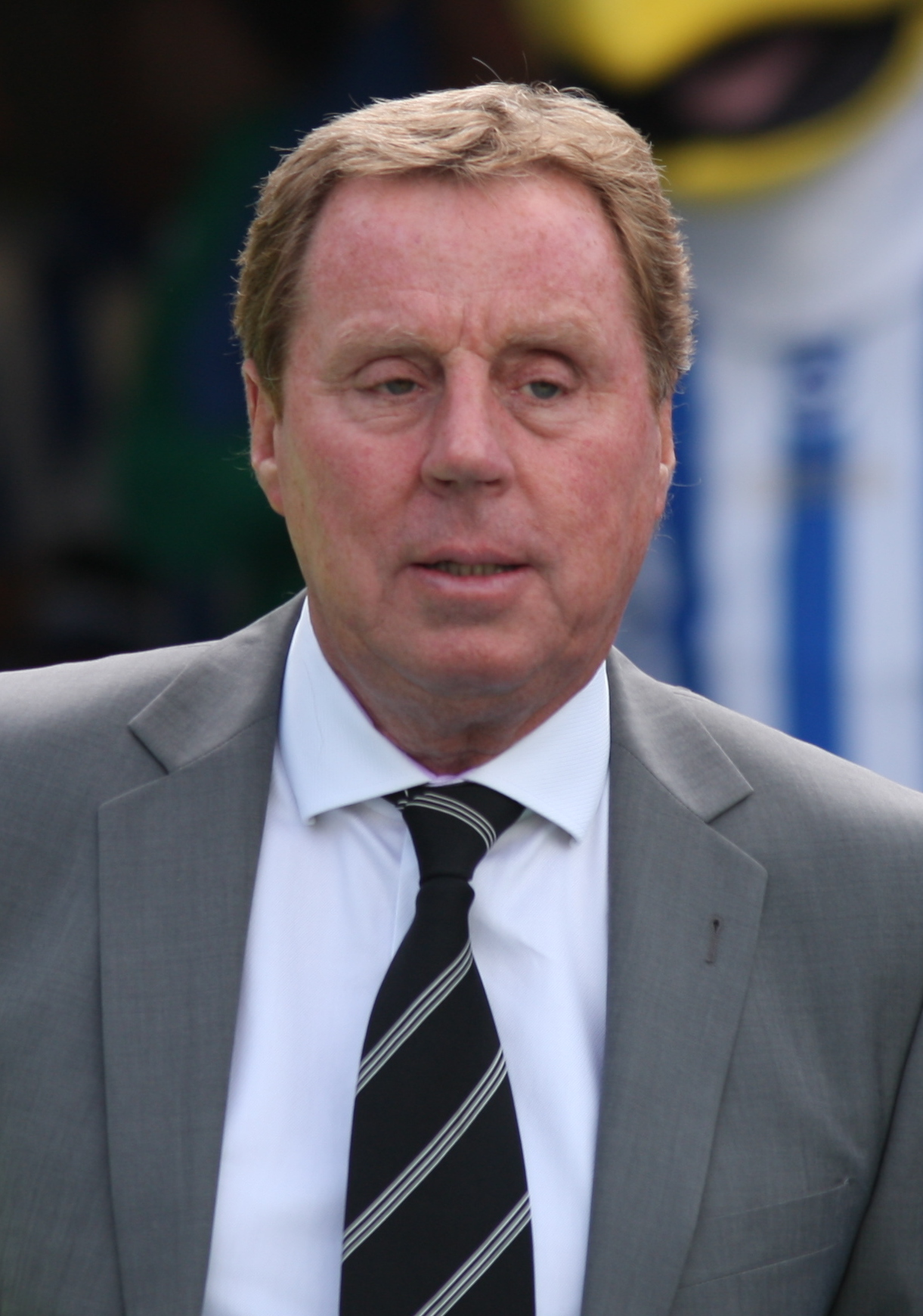
Гаррі Реднапп

Час перебування Реднаппа у «Вест Гемі» відзначився ротацією гравців під час його перебування на посаді, а також рівнем привабливого футболу та успіху, якого не бачили з часів керівництва Джона Лаєлла. За час його керування клубом через нього пройшло 134 гравці, що призвело до чистого дефіциту трансферних платежів у розмірі 16 мільйонів фунтів стерлінгів, незважаючи на продаж Ріо Фердинанда в «Лідс Юнайтед» за 18 мільйонів фунтів стерлінгів. Деякі з них були особливо успішними, наприклад, підписання Стюарта Пірса, Тревора Сінклера, Паоло Ді Каніо, Джона Гартсона, Еяла Берковича та Іана Райта.
Тим часом, деякі з них були надто дорогими гравцями, які не змогли досягти успіху у «Вест Гемі», такі як Флорін Редучою, Давор Шукер, який заробив стільки ж, скільки дохід від цілої трибуни, і все ж зробив лише вісім виходів на поле, Крістіан Бассіла, який коштував 720 000 фунтів стерлінгів і зіграв лише 86 хвилин, Тіті Камара, Гарі Чарльз, чия заробітна плата становила 4,4 мільйони фунтів, але він зіграв лише тричі за клуб, Рігобер Сонг, Паулу Футре та Марко Бугерс, гравець, якого часто називають одним з найбільших невдах Прем'єр-ліги. У його перший сезон на посаді тренера «Вест Гема» боровся із загрозою вильоту до останніх тижнів, тоді як у третьому сезоні він також буде боротися за збереження прописки. Завжди готовий виходити на трансферний ринок, Реднапп придбав у зимове трансферне вікно Джона Гартсона та Пола Кітсона, які додали імпульсу, необхідного наприкінці сезону.
У 1999 році «Вест Гем» посів п'яте місце, що стало найвищою позицією у вищому дивізіоні з 1986 року. Вони також виграли Кубок Інтертото, обігравши французький «Мец» і потрапивши до Кубка УЄФА 1999-2000 рр. Справи у Реднаппа пішли на спад після продажу Ріо Фердинанда за 18 мільйонів фунтів стерлінгів до «Лідса» в листопаді 2000 року. Реднапп невдало використав трансферні гроші, придбавши таких гравців, як Рагнвальд Сома, який коштував 800 000 фунтів стерлінгів і зіграв лише сім матчів чемпіонату, Камара та Сонг. Реднапп відчував, що йому потрібно більше коштів для роботи на трансферному ринку. Голова правління Террі Браун втратив терпіння до Реднаппа через його вимоги щодо трансферних коштів. У червні 2001 року, викликаний на зустріч з Брауном для обговорення контрактів, він був звільнений. Його помічник Френк Лемпард (старший) також пішов, що зробило продаж його сина, Френка Лемпарда-молодшого, неминучим влітку 2001 року він приєднався до «Челсі» за 11 мільйонів фунтів стерлінгів.
Маючи кілька імен, таких як Алан Кербішлі, Браун зробив вибір на користь асистента Реднапа Гленна Редера та призначив менеджером 9 травня 2001 року. Він вже зазнав невдачі в управлінні «Джиллінгем», де програв 22 з 35 матчів, і з «Вотфордом». Його першими великими підписаннями були повернення Дона Гатчісона за 5 мільйонів фунтів і чеського центрального захисника Томаша Ржепки. Фінішувавши сьомим у своєму першому сезоні, Редер у своєму офісі на «Болейн Граунд» зазнав закупорки кровоносної судини в мозку. Оскільки Редер потребував медичної допомоги та відновлення, колишній гравець Тревор Брукінг став тимчасово виконуючим обов'язки менеджера. Незважаючи на те, що «Молотобійці» не програли жодної гри, в останній день сезону вилетіли, набравши рекордні для клубу, що вилетів, 42 очки за 38 матчів сезону. Десять сезонів футболу в Прем'єр-лізі були закінчені. Багато найкращих гравців, включаючи Джо Коула, Ді Каніо та Кануте, покинули клуб.
Наступного сезону, вже у другому дивізіоні, Редер відновив свою роботу на посаді менеджера. Однак результати все ще були поганими, і після виїзної поразки від «Ротергем Юнайтед» він був звільнений 24 серпня 2003 року. Брукінг знову зайняв посаду тренера. Він програв лише одну гру, 2:0 на виїзді «Джиллінгему», і відомий як «найкращий менеджер, якого «Вест Гем» ніколи не мав».
Колишній гравець «Крістал Пелес» і менеджер «Редінга» Алан Пард'ю був наступним босом. Однак «Редінг» та його голова, Джон Мадейскі, не хотіли його відпускати. Після того, як «Вест Гем» виплатив «Редінгу» 380 000 фунтів стерлінгів компенсації, 18 жовтня 2003 року він був призначений менеджером. Пард'ю вирішив перебудувати команду, запросивши Найджела Рео-Кокера, Марлона Гарвуда та Брайана Діна. У свій перший сезон на посаді тренера «Вест Гем» дійшов до фіналу плей-оф, але програв «Крістал Пелас». Завдяки підписанню Боббі Замори, Меттью Етерінгтона та ветеранів Кріса Пауелла і Тедді Шерінгема «Вест Гем» посів 6-те місце, а згодом завдяки голу Замори у фіналі плей-оф 2005 року переміг «Престон Норт-Енд» з рахунком 1:0 і повернувся до Прем'єр-Ліги. Забезпечивши собі підвищення в класі, Пард'ю сказав: «Це командна робота. Ми добре захищалися і ми повернулися туди, де нам належить бути».

### Останні роки на Болейн Граунд (2005–2016)
Повернувшись до вищого дивізіону, «Вест Гем» посів дев'яте місце, але головною подією сезону 2005-06 став вихід у фінал Кубка Англії, де після нічиєї 3:3 у серії післяматчевих пенальті програв фавориту «Ліверпулю». «Вест Гем» програв, але, тим не менш, здобув путівку до Кубка УЄФА наступного сезону, оскільки Ліверпуль вже кваліфікувався до Ліги Чемпіонів. У серпні 2006 року «Вест Гем» здійснив великий переворот в останній день трансферного вікна, підписавши Карлоса Тевеса та Хав'єра Маскерано. У листопаді 2006 року клуб був куплений ісландським консорціумом на чолі з Еггертом Магнуссоном. Менеджер Пард'ю був звільнений після поганої форми протягом сезону і замінений колишнім менеджером «Чарльтон Атлетік>» Аланом Кербішлі.
Підписання Маскерано і Тевеса було розслідувано Прем'єр-лігою, яка була стурбована тим, що деталі трансферів були відсутні в офіційних документах. Клуб був визнаний винним і оштрафований на 5,5 мільйонів фунтів стерлінгів у квітні 2007 р. Однак «Вест Гем» уникнув зняття очок, що, зрештою, стало вирішальним для уникнення вильоту в кінці сезону 2006-07. Після цієї події голова правління «Віган Атлетік» Дейв Вілан, підтриманий іншими командами, яким загрожував виліт, зокрема «Фулгемом» і «Шеффілд Юнайтед», пригрозив судовим позовом. «Вест Гем» уникнув вильоту, вигравши сім з останніх дев'яти матчів, включаючи перемогу над «Арсеналом» з рахунком 1:0, а в останній день сезону здолав новоспечених чемпіонів ліги «Манчестер Юнайтед» з рахунком 1:0 завдяки голу Тевеса, і фінішував на 15-му місці.
У сезоні 2007-08 «Вест Гем» досить стабільно залишався у верхній половині турнірної таблиці, з Фредді Юнгбергом у команді, незважаючи на низку травм; Крейг Белламі пропустив більшу частину кампанії, а Кірон Даєр вибув з серпня 2007 р. В останньому матчі сезону на «Болейн-Граунд» «Вест Гем» зіграв внічию 2:2 з «Астон Віллою», забезпечивши собі десяте місце, випередивши принципових суперників з «Тоттенгем Готспур» на три очки. Це було вище на п'ять місць у порівнянні з попереднім сезоном, і що найважливіше, «Вест Гем» не перебував під реальною загрозою вильоту під час сезону.
Після сварки з правлінням через продаж захисників Антона Фердінанда і Джорджа Маккартні в «Сандерленд», менеджер Алан Кербішлі подав у відставку 3 вересня 2008 р. Його наступником став колишній нападник «Челсі» Джанфранко Дзола, який очолив клуб 11 вересня 2008 р, ставши першим менеджером клубу, який не є британцем. У сезоні 2008-09 «Вест Гем» фінішував дев'ятим, покращивши свій результат на одну позицію.
У сезоні 2009-10 «Вест Гем» впевнено стартував з перемоги 2:0 над нещодавно підвищеним у класі «Вулвергемптон Вондерерз», голи забили Марк Нобл і новопризначений капітан Метью Апсон. Матч Кубку Ліги проти старих суперників «Міллволла» призвів до жорстоких заворушень за межами стадіону, а також до вторгнення на поле і масових заворушень на «Болейн Граунд». У серпні 2009 року фінансові проблеми материнських компаній, що є власниками клубу, призвели до того, що теперішні власники клубу були позбавлені можливості виділяти гроші на підтримку клубу, доки не було знайдено нового власника. Титульний спонсор клубу SBOBET надав клубу допомогу в придбанні вкрай необхідного нападника, італійця Алессандро Діаманті.
«Вест Гем» провів невдалий сезон, який включав тривалу боротьбу за місце в Прем'єр-Лізі. Нарешті вони забезпечили собі місце в лізі за дві гри до кінця сезону, перемігши «Віган Атлетік» 3:2. Клуб зумів взяти 35 очок з 38 ігор, що на сім менше, ніж у них було, коли вони вилетіли сім років тому. 11 травня 2010 року, через два дні після закінчення сезону 2009-10, «Вест Гем» оголосив про розірвання контракту з Дзолою з негайним вступом в силу. 3 червня 2010 року Аврам Грант підписав чотирирічну угоду, щоб стати наступним менеджером «Вест Гема» за умови отримання дозволу на роботу. Форма «Вест Гема» продовжувала залишатися поганою, команда рідко виходила за межі зони вильоту та програвала з розгромними рахунками, що ставило майбутнє Гранта на посаді менеджера під серйозні сумніви. Перемога у чвертьфіналі Кубку Футбольної ліги над «Манчестер Юнайтед» з рахунком 4:0 стала яскравою крапкою у невтішному сезоні. Виступ у Прем'єр-лізі ніяк не позначився на його грі в обох національних Кубках. «Молотобійці» дійшли до півфіналу Кубку Ліги, де були вибиті переможцем «Бірмінгем Сіті», а також до чвертьфіналу Кубку Англії, де зазнали поразки з від «Сток Сіті».
15 травня 2011 року виліт «Вест Гема» до Чемпіоншипу був підтверджений після гостьової поразки від «Віган Атлетік». Після перерви «Вест Гем» вів 2:0 завдяки двом голам Демба Ба, але «Віган» вирвав перемогу 3:2 завдяки удару Шарлья Н'Зогбіа в доданий час. Після поразки «Вест Гем» оголосив про звільнення менеджера Аврама Гранта, який пропрацював на посаді лише один сезон. 1 червня 2011 року на посаду менеджера замість Гранта було призначено Сема Еллардайса.
Клуб посів третє місце в Чемпіоншипі в сезоні 2011-12 з 86 очками і взяв участь у плей-оф. У півфіналі плей-оф вони обіграли «Кардіфф Сіті» з рахунком 5:0 і вийшли у фінал проти «Блекпула» на «Вемблі» 19 травня 2012 року. Карлтон Коул відкрив рахунок, і хоча «Блекпул» зрівняв рахунок на початку другого тайму, Рікарду Ваш Те забив переможний для «Вест Гем» гол на 87-й хвилині.

Після повернення до Прем'єр-ліги «Вест Гем» підписав колишніх гравців Джеймса Коллінза та Джорджа Маккартні на постійній основі, також встановив трансферний рекорд клубу підписавши Метта Джарвіса та підписав на правах оренди Енді Керролла. Свою першу гру в сезоні вони виграли 18 серпня 2012 року з рахунком 1:0 проти «Астон Вілли» завдяки голу Кевіна Нолана. Кульмінацією першої половини сезону стала домашня перемога над чинним чемпіоном Ліги Чемпіонів «Челсі» з рахунком 3:1, 1 грудня 2012 року, яка вивела команду на восьму позицію. 22 березня 2013 року «Вест Гем» уклав угоду про оренду «Олімпійського стадіону» на 99 років, який планується використовувати як домашній стадіон, починаючи з сезону 2016-17. Наприкінці сезону команда посіла десяте місце, здобувши дев'ять домашніх перемог і лише три на виїзді. На виїзді було забито лише 11 голів, що є найнижчим показником у всій лізі.

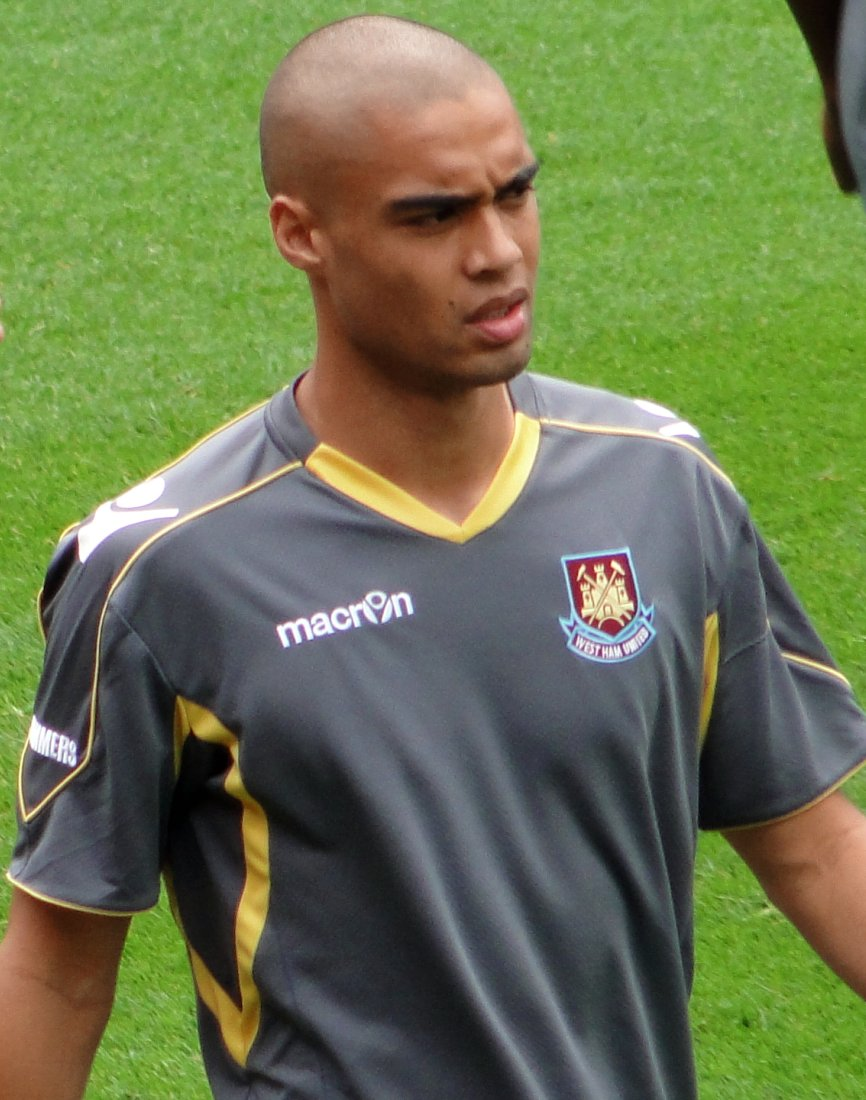
Вінстон Рід — автор останнього голу в історії «Болейн Граунд»

У сезоні 2013-14 «Вест Гем» посів 13-те місце в Прем'єр-лізі. Вони також дійшли до півфіналу Кубка ліги, де програли з загальним рахунком 9:0 майбутнім володарям кубка «Манчестер Сіті». Особливістю сезону стала критика менеджера Сема Еллардайса з боку вболівальників, пов'язана з його ігровою тактикою. У сезоні 2014-15 «Вест Гем» посів 12-те місце в Прем'єр-лізі, на одну сходинку вище, ніж у минулому сезоні. Через кілька хвилин після останньої гри сезону, 24 травня 2015 року, клуб оголосив, що контракт Аллардайса не буде продовжений і що вони шукають нового менеджера. Зайнявши перше місце в рейтингу Fair Play УЄФА, «Вест Гем» кваліфікувався до Ліги Європи УЄФА 2015-16 в перший кваліфікаційний раунд.
9 червня 2015 року колишній гравець «Вест Гема» Славен Билич був призначений менеджером з контрактом на три роки. При Биличі команда перемогла на «Емірейтс» «Арсенал» з рахунком 2:0, вперше перемогла «Ліверпуль» на «Енфілді» з 1963 року. 19 вересня Билич привів «Вест Гем» до третьої поспіль перемоги з рахунком 2:1 на виїзді проти «Манчестер Сіті». Це був перший випадок, коли «молотобійці» виграли три поспіль виїзних матчі в Прем'єр-лізі з вересня 2007 року. За підсумками сезону клуб посів 7-ме місце в Прем'єр-лізі. Команда побила кілька рекордів клубу в еру Прем'єр-ліги, включаючи найбільшу кількість очок (62), найбільшу кількість голів за сезон (65), найменшу кількість програних ігор за сезон (8) і найменшу кількість виїзних поразок (5). Сезон також став останнім, коли команда грала на «Болейн Граунд», з наступного сезону вона переїжджає на «Олімпійський стадіон», завершуючи своє 112-річне перебування на стадіоні.

### Переїзд на Олімпійський стадіон та європейський успіх (2016–)
Після перемоги «Манчестер Юнайтед» у фіналі Кубка Англії 2016 року, «Вест Гем» отримав місце в Лізі Європи і пройшов до третього кваліфікаційного раунду 2016-17. Наприкінці першого сезону на лондонському стадіоні команда посіла 11-те місце, а також була змушена мати справу з відходом зіркового гравця Дімітрі Паєта. Команда невдало розпочала сезон, здобувши лише дві перемоги в перших 11 матчах. Після поразки 4:1 від «Ліверпуля» вдома, коли команді загрожував виліт, Билич був звільнений 6 листопада 2017 року. Його замінив колишній бос «Сандерленда» Девід Моєс, який підписав контракт до кінця сезону. Команда боролася з нестабільною формою до кінця сезону, але зуміла уникнути вильоту і фінішувати 13-ю. Новий контракт Моєсу не був запропонований, і він покинув клуб після закінчення терміну його дії 16 травня 2018 року.
22 травня 2018 року клуб призначив колишнього боса «Манчестер Сіті» Мануеля Пеллегріні новим менеджером за трирічним контрактом. У його першому сезоні на посаді «молотобійці» фінішували 10-ми, знову страждаючи від нестабільної форми. Однак після невдалої першої половини наступного сезону Пеллегріні був звільнений у грудні 2019 року, коли команда була лише на одне очко вище зони вильоту. Його останньою грою на посаді тренера стала домашня поразка від «Лестер Сіті» з рахунком 2:1. Його замінив Девід Моєс, який повернувся на посаду тренера на наступний день.
22 липня 2020 року клуб забезпечив собі місце в Прем'єр-лізі ще на один сезон, зігравши внічию 1:1 на виїзді з «Манчестер Юнайтед». Напередодні сезону 2020-21 керівництво «Вест Гема» викликало критику, в тому числі з боку капітана клубу Марка Нобла, який публічно розкритикував продаж перспективного випускника академії Грейді Діангана. Попри програш у двох стартових матчах сезону, форма «Вест Гема» покращилася, і до кінця листопада клуб посів п'яте місце. Клуб не вилетів з зони єврокубків до кінця сезону і отримав кваліфікацію до групового етапу Ліги Європи УЄФА 2021-22, посівши 6-те місце. 12 червня 2021 року Моєс підписав новий трирічний контракт.
«Вест Гем» виграв свої перші три матчі 2022 року, тимчасово піднявшись на четверте місце в Прем'єр-лізі. В єврокубках команда перемогла «Севілью» з рахунком 2:1 і вийшла до першого європейського чвертьфіналу за 41 рік, після чого перемогла Ліон з рахунком 4:1 і потрапила до півфіналу вперше з 1976 року. Граючи з тим самим суперником, з яким вони зустрічалися у півфіналі Кубка володарів кубків 1976 року, «Айнтрахтом», «молотобійці» були вибиті з Ліги Європи після поразки з рахунком 3:1 від німецької команди. Наприкінці сезону 2021-22 «Вест Гем» підтвердив другий поспіль сезон у європейському футболі, кваліфікувавшись до Ліги Конференцій, зайнявши сьоме місце. Сезон також відзначився тим, що став останнім для Марка Нобла як гравця «Вест Гема»: півзахисник пішов з футболу завершив кар'єру після 18 років виступів у команді, провівши 550 матчів у всіх змаганнях і забивши 62 рази.
Сезон 2022-23 був для «молотобійців» неоднозначним. Клуб посів 14-те місце в Прем'єр-лізі, лише за дві гри до фінішу забезпечивши собі статус команди Прем'єр-ліги та вилетівши з Кубка ліги від суперника з нижчого дивізіону, на менеджера Девіда Моєса чинився тиск. У січні 2023 року Марк Нобл повернувся до клубу на посаду спортивного директора. Незважаючи на невдачі у внутрішній кампанії, «Вест Гем» досягнув успіху в Лізі Конференції. Клуб дійшов до фіналу непереможеним, вигравши 13 матчів і лише одного разу зігравши внічию. Перемігши у фіналі «Фіорентину» з рахунком 2:1 клуб здобув свій перший великий трофей з 1980 року та перший європейський трофей за 58 років.
У сезоні 2023–24 «Вест Гем» показав поєднання результатів із помітними перемогами над такими командами, як «Челсі», «Арсенал» та «Манчестер Юнайтед», а також серйозними поразками, особливо важкими для фанатів стали поразки від «Арсеналу» (0:6) та «Челсі» (5:0), команді вдалося посісти 9-те місце. Кампанія в Лізі Європи була краще, здобувши кілька значних перемог, команда вийшла в півфінал, де програла «Баєру» (1:3 по результатам двох матчів). Після матчу з «Челсі», стало відомо що Девід Моєс та його тренерський штаб покинуть клуб по закінченню сезону. 23 травня повідомили, що новим тренером буде Хулен Лопетегі, який приступить до обов'язків з 1 липня.

## Герб

### Темз Айронворкс
Команда «Темз Айронворкс» (1895–1900) використовувала прапор Сполученого Королівства як емблему.

Логотип клубу у 1998—2016 роках.

### Вест Гем Юнайтед
Основним елементом гербу є перехрещена пара заклепочних молотків - інструментів, які використовувалися в суднобудівній промисловості. Райони Блекволл і Каннінг-Таун, що оточували Темзський металургійний завод, відлунювали звуками молотків: парових, кувалд і заклепочних.
Жовта або біла вежа була додана, починаючи з 1950-х р. Основною причиною було бажання зобразити вежу Анни Болейн, найпомітнішу особливість Грін-стріт-хаусу, тюдорівської групи будівель, які стояли поруч з «Болейн-Граунд», поки не були знесені в 1955 році. Грін-стріт-хаус був також відомий як замок Болейн через асоціацію з Анною Болейн.

## Кольори
Початковим кольором команди був темно-синій, оскільки власник компанії «Thames Ironworks and Shipbuilding Company» Арнольд Гіллз був колишнім студентом та спортсменом Оксфордського університету, а спортсмени університету на змаганнях одягалися у темно-синю форму (зараз цей колір позначається як Оксфордський синій). Однак команда використовувала різноманітні комплекти, включаючи бордовий і небесно-блакитний кольори, а також блакитний або білий комплект.
У 1903 році «Вест Гем» назавжди обрали бордовий та небесно-блакитний як домашні кольори.
Одна з легенд свідчить, що правий півзахисник «Темз Айронворкс» Чарлі Дав отримав форму «Астон Вілли» від Вільяма Белтона, який був професійним спринтером з національною репутацією, а також працював тренером у «Темз Айронворкс». Белтон був на ярмарку в Бірмінгемі, недалеко від Вілла Парку, домашньої арени Астон Вілли, і його викликали на забіг проти чотирьох гравців Вілли, які поставили гроші на те, що один з них виграє. Белтон переміг їх, а коли вони не змогли сплатити ставку, один з гравців «Вілли», який відповідав за прання форми команди, запропонував Белтону повний комплект футбольної форми команди в якості оплати. Згодом гравець «Астон Вілли» повідомив своєму клубу, що форма «зникла», а «Вест Гем» перейняв їхні кольори, але ніяких підтверджень цьому немає.
«Темз Айронворкс», а пізніше «Вест Гем Юнайтед», зберегли бордовий та небесно-блакитний кольори для своїх домашніх комплектів, а також продовжували використовувати інші кольори для виїзних комплектів.

## Стадіон
За свою довгу історію клуб грав на п'яти стадіонах. «Темз Айронворкс» провів першу гру на Ерміт Роуд у Кеннінг-Тауні в 1895 році, а в березні 1897 року переїхав на Браунінг Роуд в Іст-Гемі.
Влітку 1897 року Меморіал Граундс став новим домом для «молотобійців», які провели наступні сім сезонів на новому стадіоні у Вест-Гемі, а в 1904 році переїхали на Болейн Граунд в Аптон-Парк. Олімпійський стадіон став новою домівкою «молотобійців» у 2016 році.

### Ерміт Роуд
Першим домашнім стадіоном «Темз Айронворкс» був стадіон Старого Святого Луки на вулиці Ерміт Роуд у Кеннінг-Тауні. Це місце описувалося як «купа зі шлаку» і «безплідні відходи», воно було оточене ровом і мало брезентову огорожу для паркану.
Колишня домівка першого в історії Ессекса професійного футбольного клубу «Олд Касл Свіфтс», який утворився в результаті злиття «Олд Сент-Лукс» і «Касл Свіфтс» у 1894 році, була звільнена колишніми орендарями влітку 1895 року, що дозволило новоствореному клубу «Темз Айронворкс» переїхати на її місце.
Розташований менш ніж за милю на північ від заводу «Thames Ironworks and Shipbuilding Company» в гирлі Боу-Крік на північному березі Темзи, «Ерміт Роуд» став місцем проведення першого матчу клубу проти «Королівські збройові заводи» 7 вересня 1895 року, який завершився внічию 1:1.
На жаль, «Ерміт Роуд» був визнаний непридатним для матчу першого кваліфікаційного раунду Кубка Англії проти «Чатем Таун» 12 жовтня, і матч був перенесений на «Мейдстоун Роуд Граунд». «Чатем» тоді виграв 5:0.
Хоча «Чатем» не хотів відвідувати «Ерміт Роуд», цього не можна було сказати про «Вулвіч Арсенал» та дворазових володарів Кубка Англії «Вест-Бромвіч Альбіон», які відвідали стадіон для проведення товариських матчів з прожекторами в березні 1896 року. Тоді «молотобійців» були переможені з рахунком 5:3 та 4:2 відповідно.
«Темз Айронворкс» був прийнятий до Лондонської ліги в сезоні 1896/97 - мабуть, не дивно, що президентом змагань був керуючий директор «Темз Айронворкс» Арнольд Гіллз. Клуб провів свій перший матч у лізі 19 вересня 1896 року, коли «Вампіри» з Крауч-Енду були переможені з рахунком 3:0 завдяки двом голам дебютанта, півзахисника Е.Г. Гаттона, та одному від форварда Джорджа Грешема. Другий матч ліги «Темз Айронворкс» на «Ерміт Роуд» став для них останнім.
8 жовтня вони виграли у «1-ї Шотландської гвардії» з рахунком 1:0. Пізніше того ж місяця орендодавці вручили їм повідомлення про виселення. Клуб порушив договір оренди, стягуючи плату за вхід і побудувавши по периметру паркан і павільйон. Наступні п'ять матчів «Темз Айронворкс» довелося провести на виїзді, в тому числі і в Кубку Англії проти «Шеппі Юнайтед», поки керівництво клубу не знайшло новий стадіон на Браунінг Роуд в Іст-Гемі на початку 1897 року.

### Браунінг Роуд
Коли наприкінці 1896 року футбольний клуб «Темз Айронворкс» був виселений з Херміт Роуд, нові власники клубу повинні були знайти відповідний майданчик для завершення свого першого сезону в Лондонській лізі.
Зігравши п'ять матчів на виїзді з жовтня 1896 року по березень 1897 року, керуючий директор компанії «Thames Ironworks and Shipbuilding Company» і голова клубу Арнольд Гіллз орендував тимчасове поле на Браунінг Роуд, що за кілька миль від Кеннінг-Таун, в Іст-Гемі.
Перший матч «Темз Айронворкс» на новому місці відбувся 6 березня 1897 року, коли господарі поля здобули перемогу в Лондонській лізі над «Ілфордом» з рахунком 3:2. Натовп з 1 500 глядачів побачив, як Чарльз Рід забив двічі, та один гол від Баттерворта.
Однак нова ситуація не була ідеальною, як пояснював колишній гравець і менеджер «Вест Гема» Сід Кінг у своїй книзі «Book of Football», опублікованій у 1906 році.
«З якихось причин, не зовсім зрозумілих, місцева публіка в цьому місці не сприймала їх доброзичливо, і записи показують, що Браунінг Роуд був дикою місцевістю як в плані удачі, так і в плані підтримки», - писав Кінг.
8 квітня 1897 року відбулася не лише остання гра «Темз Айронворкс» у сезоні 1896/97 Лондонської ліги, але й їхня остання зустріч на Браунінг Роуд. Матч проти «Баркінг Вудвіл» завершився з рахунком 1:1, гол забив шотландець Ендрю Кові у своєму останньому виступі за клуб.
Можливо, більш промовистою була відвідуваність, всього 600 глядачів, що стало прикладом боротьби клубу за залучення відвідувачів на «Браунінг Роуд». Незважаючи на непевну ситуацію навколо домашнього стадіону, «Айронворкс» виграв сім з 12 матчів чемпіонату, посівши друге місце в таблиці після чемпіонів - «3-го гренадерського гвардійського клубу».

### Меморіал Граундс
На початку 1897 року Арнольд Гіллз оголосив, що купив велику ділянку землі на Меморіал Граундс у Вест-Гемі. Гіллз оголосив про плани побудувати багатоцільовий спортивний центр названому на честь королеви Вікторії, яка зійшла на престол 60 років тому. Незважаючи на величезний масштаб проекту, нові об'єкти були побудовані всього за шість місяців, відкриті в день ювілею 22 червня, а на церемонію відкриття прийшло близько 8 000 осіб.
Було заявлено, що Меморіал Граундс розрахований на 100 000 глядачів і має широкий спектр спортивних можливостей - він має насипний велосипедний трек, який є одним з найкращих у Лондоні, і вважався придатним для проведення фіналу Кубка Англії з футболу, хоча він так і не відбувся.
Футбольне поле було розташоване посеред велодоріжки, а на території стадіону також були тенісні корти, майданчики для гри в крикет і один з найбільших відкритих басейнів у країні. Там також була трибуна та адміністративні офіси, що робило Меморіал Граундс фантастичним центром спорту у східному Лондоні.
Влітку 1897 року відбулася велика ротація гравців: перший капітан клубу Роберт Стівенсон повернувся до рідної Шотландії разом з «Артурлі». Серед інших гравців, які більше не грали в «Темз Айронворкс», були Томас Фрімен, Джонні Стюарт, Волтер Паркс, Джеймс Ліндсей, Вільям Чепмен, Вільям Барнс, Джон Вудс, Джордж Сейдж та Вільям Чемберлен.
У той час, як деякі гравці пішли, клуб ефективно заповнив прогалини в команді. До команди приєднався Генрі Гірд, корабельний плиточник, який нещодавно прибув до компанії зі Стоктона-на-Тісі. Молотобійці також підписали кількох гравців з досвідом гри у футбол на вищому рівні, серед яких Джиммі Рід і Роберт Гаунселл (обидва - Редінг), Саймон Чісхолм (Інвернесс) і Персі Міллс (Грейвсенд).
3 вересня 1897 року «Спортсменс» прогнозував, що «Темз Айронворкс» може розраховувати на продуктивний сезон: «Цілком логічно очікувати, що на підприємстві, де працює майже 5 000 осіб, буде дуже хороша команда футболістів». Вчора «Темз Айронворкс» відкрив свій сезон на Меморіал Граундс. За останні кілька місяців кілька дуже здібних гравців знайшли роботу на заводі, і в результаті ми побачили дуже похвальну демонстрацію гри».
Окрім нового стадіону та нових гравців, «Темз Айронворкс» також представила нові кольори форми - сині футболки, білі шорти, червону кепку, ремінь та панчохи.
Газета Thames Ironworks Gazette так прокоментувала нову форму: «Контраст, який створює чудовий зелений газон, дуже приємний». Один газетний репортер прокоментував: «Красивішого і виразнішого костюму, ніж у них, я ще ніколи не бачив на футбольному полі. Світло-блакитні сорочки, білі панталони і червоні панчохи - ось їхні кольори».
Перший матч «Темз Айронворкс» на Меморіал Граундс відбувся 11 вересня 1897 року, коли команда приймала «Брентфорд» у матчі Лондонської ліги. Натовп з 1 000 глядачів прийшов подивитися, як лівий захисник Джиммі Рід - один з чотирьох дебютантів - забив єдиний гол у матчі, який приніс домашню перемогу з рахунком 1:0. Низька відвідуваність пояснювалася відсутністю громадського транспорту, який би допоміг вболівальникам дістатися до стадіону, тож Гіллз вирішив взяти справу в свої руки.
У листопаді 1897 року власник уклав угоду з London, Tilbury and Southend Railway про будівництво станції на сусідній Манор Роуд. У лютому 1898 року правління LT&SR схвалило це рішення, і будівельна компанія Mowlem отримала контракт на будівництво станції з чотирма платформами. Станція була завершена у травні 1900 року, але відкрилася лише 1 лютого 1901 року під назвою «Вест-Гем».
Іншою проблемою були ціни на квитки. Сезонні квитки на 1897/98 були встановлені на рівні 5 шилінгів (25 пенсів), тоді як квитки на окремі матчі коштували 4 пенси в той час, коли кваліфіковані торговці зазвичай отримували менше 2 фунтів на тиждень. 13 грудня 1897 року секретар клубу писав: «Підтримка, яку ми отримали, була не такою великою, як нам хотілося б, біля воріт було не так багато вболівальників, як ми могли б очікувати, і, звичайно, не так багато, як того вимагала якість гри наших гравців».
Незважаючи на відносно невелику кількість глядачів, «Темз Айронворкс» перетворили Меморіал Граундс на фортецю у своєму першому сезоні, 1897/98, вигравши всі вісім матчів Лондонської ліги на домашньому стадіоні. У цих восьми матчах «молотобійці» забили 31 гол і пропустили лише сім. На Меморіал Граундс «молотобійці» також виграли два раунди Кубка Англії, перемігши «Редхілл» та «Королівський інженерний навчальний батальйон», після чого поступилися «Сент-Олбансу» з Південної ліги у другому кваліфікаційному раунді. Коли «Вест Гем» підвищили до Першого дивізіону Південної ліги на сезон 1899/00, ціни на квитки знову зросли, що мало передбачувані наслідки. Натовпи глядачів загалом розчаровували, хоча на матч Кубка Англії з місцевим суперником «Міллуолом» прийшло 13 000 глядачів, а на поразку в чемпіонаті від цього ж суперника - 12 000 глядачів.
Влітку 1900 року футбольний клуб «Темз Айронворкс» припинив своє існування, оскільки Гіллз вирішив перетворити клуб на акціонерне товариство, щоб зібрати кошти для своїх бізнес-інтересів. У вересні 1900 року було створено футбольний клуб «Вест Гем Юнайтед» як товариство з обмеженою відповідальністю, а новий клуб продовжив базуватися на Меморіал Граундс. Перші чотири сезони свого існування «Вест Гем Юнайтед» проводив на цьому стадіоні домашні матчі, а 1 вересня 1900 року розгромив «Грейвсенд Юнайтед» з рахунком 7:0 перед 2 000 вболівальниками.
До 1904 року Гіллз, як повідомляється, мав фінансові проблеми і не бажав переукладати угоду з клубом про оренду Меморіал Граундс. Настав час «Молотобійцям» шукати новий будинок. Останній домашній матч «Вест Гема» на «Меморіал Граундс» відбувся 30 квітня 1904 року, коли «Свіндон Таун» переміг з рахунком 1:0 у матчі Першого дивізіону Південної ліги.

### Болейн Граунд
На початку сезону 1904/05 «Вест Гем Юнайтед» переїхав на стадіон, відомий зараз як «Болейн Граунд». Власне стадіон був побудований на ділянці землі поруч з Грін Стріт Хаус і на його території. Поле, на якому планувалося закласти поле, спочатку використовувалося для вирощування картоплі та капусти, тому місцеві жителі часто називали його «Картопляним полем» або «Капустяною ділянкою», тоді як сам майданчик спочатку називався «Замком» під час першого сезону 1904/05 років.
Спочатку стадіон був орендований у римо-католицької церковної влади, але після тривалих дебатів, під час яких менеджер Сід Кінг відвідав свого друга, впливового члена парламенту сера Ернеста Грея, новий дім для «Молотобійців» спочатку складався з невеликої західної трибуни та критої тераси, що виходила на Пріорі Роуд, а також роздягальнь, розташованих у північно-західному куті між західною трибуною та північним берегом.
Перша гра «Вест Гема» на новому стадіоні відбулася 1 вересня 1904 року проти «Міллволла». Вона зібрала 10 000 глядачів, більшість з яких не були розчаровані, оскільки «Вест Гем» переміг з рахунком 3:0.
Протягом наступних десятиліть стадіон розбудовувався та вдосконалювався. Однак у серпні 1944 року велика частина цієї роботи була зруйнована під час Битви за Британію, коли німецький літак-снаряд Фау-1 впав на південно-західний кут поля. Снаряд не лише завдав серйозної шкоди газону, але й спричинив пожежу, яка знищила офіси клубу та історичні записи і документи. Вест Гем був змушений зіграти десять матчів воєнного часу на виїзді, поки проводився ремонт, і повернувся в грудні 1944 року.
У січні 1969 року нова Східна трибуна замінила знамениту терасу «Chicken Run» - ділянку поля, де вболівальники стояли дуже близько до поля, що дозволяло їм створювати незручні умови для вінгерів суперника. Наступного року, 17 жовтня 1970 року, на матч «молотобійців» проти «Тоттенгем Хотспур», що проходив у Першому дивізіоні, де команди зіграли внічию 2:2, прийшла рекордна для ліги кількість глядачів - 42 322 особи.
На початку 1990-х років стадіон «Болейн Граунд» зазнав масштабної реконструкції після появи доповіді Тейлора, у 1993 році було відкрито нову Південну трибуну, названу на честь легенди клубу Боббі Мура. На цій трибуні розмістилися офіси клубу.
Два роки потому Північну трибуну розширили на 6 000 місць, яку зі зрозумілих причин спочатку назвали Centenary Stand, але згодом, у 2009 році, перейменували на честь сера Тревора Брукінга.
Останньою і найбільшою трибуною Болейн Граунд, яку було створено, стала Західна трибуна, яка була перебудована на 15 000 місць і відкрита Її Королівською Величністю Королевою у 2001 році. Нова Вест-стенд містить готель, представницькі ложі та інші об'єкти.
«Вест Гем» покинув «Болейн Граунд» після 112 років, влітку 2016 року, місце буде переплановано під житло, роздрібну торгівлю та розважальні об'єкти компанією Galliard Group.

### Олімпійський стадіон
Роботи з будівництва стадіону в Лондоні для проведення літніх Олімпійських ігор 2012 року в Олімпійському парку імені королеви Єлизавети в Стратфорді розпочалися в травні 2008 року і були завершені в березні 2011 року.
Стадіон, відомий як Олімпійський стадіон, прийняв перший публічний захід у березні 2012 року, а потім приймав 80 000 відвідувачів щодня під час Олімпійських та Паралімпійських ігор того ж року. Після цих успішних подій у березні 2013 року футбольний клуб «Вест Гем Юнайтед» отримав в оренду стадіон на 99 років, і був переобладнаний у стадіон категорії 4 УЄФА, що вміщує до 66 000 глядачів.
В ході робіт було встановлено новий дах, на якому розмістилися знакові прожектори стадіону у формі трикутника, корпоративні зони, туалети, концесії, бордові, сині та білі сидіння, клубний магазин та гігантські футболки «Вест Гему», що вшановують пам'ять найкращих гравців клубу в залі стадіону.
«Вест Гем» переїхав на новий стадіон, який отримав назву «Лондон Стедіум», влітку 2016 року і розпочав життя на новому місці з перемоги над словенським «Домжале» з рахунком 3:0 у третьому кваліфікаційному раунді Ліги Європи УЄФА 4 серпня. Через три дні італійський клуб «Ювентус» завітав на офіційне відкриття, а трибуни були названі на честь колишніх гравців збірної Англії та володарів Кубка Англії Боббі Мура та сера Тревора Брукінга.
«Молотобійці» розпочали чемпіонат на Лондонському стадіоні, перемігши «Борнмут» з рахунком 1:0 на очах у 56 977 вболівальників 21 серпня 2016 року, і з тих пір неодноразово побивали рекорд відвідуваності домашніх матчів клубу. У січні 2019 року клуб отримав дозвіл на збільшення місткості стадіону до 60 000 глядачів. Через два місяці, у березні 2019 року, Східну трибуну, яка має один ярус, було перейменовано на честь капітана, дворазового володаря Кубка Англії та рекордсмена який провів 663 матчі за клуб Біллі Бондса.
У сезоні 2021/22 вболівальники знову почали збирати повні трибуни після кампанії, затьмареної пандемією COVID, а «синьо-блакитні» змогли насолодитися виходом до півфіналу Ліги Європи УЄФА. З початком сезону 2022/23 місткість стадіону була знову збільшена, і впродовж успішної кампанії «молотобійців» у Лізі Конференції УЄФА на «Лондон Стедіум» відбулася низка пам'ятних матчів, які запам'ятаються надовго.
Окрім матчів «Вест Гема» та інших футбольних матчів, стадіон приймав низку інших спортивних подій, включаючи змагання з легкої атлетики, бейсболу, регбі та мотоспорту, а також концерти таких виконавців, як Rolling Stones, Muse, Роббі Вільямс, Guns N' Roses та Foo Fighters.

## Склад команди
Станом на 2 березня 2025
| №  | Поз. | Нац.       | Гравець                                     |
| -- | ---- | ---------- | ------------------------------------------- |
| 1  | ВР   | Польща     | Лукаш Фабіанський                           |
| 3  | ЗХ   | Англія     | Аарон Крессвелл                             |
| 4  | ПЗ   | Іспанія    | Карлос Солер (в оренді з «Парі Сен-Жермен») |
| 5  | ЗХ   | Чехія      | Владімір Цоуфал                             |
| 7  | ПЗ   | Нідерланди | Крисенсіо Саммервілл                        |
| 8  | ПЗ   | Англія     | Джеймс Ворд-Праус                           |
| 9  | НП   | Ямайка     | Майкл Антоніо                               |
| 10 | ПЗ   | Бразилія   | Лукас Пакета                                |
| 11 | НП   | Німеччина  | Ніклас Фюллькруг                            |
| 14 | НП   | Гана       | Мохаммед Кудус                              |
| 15 | ЗХ   | Греція     | Константінос Мавропанос                     |
| 17 | ПЗ   | Бразилія   | Луїс Гільєрме                               |

| №  | Поз. | Нац.      | Гравець                                               |
| -- | ---- | --------- | ----------------------------------------------------- |
| 20 | НП   | Англія    | Джеррод Боуен                                         |
| 21 | ВР   | Англія    | Вес Фодерінгем                                        |
| 23 | ВР   | Франція   | Альфонс Ареола                                        |
| 24 | ПЗ   | Аргентина | Гідо Родрігес                                         |
| 25 | ЗХ   | Франція   | Жан-Клер Тодібо                                       |
| 26 | ЗХ   | Англія    | Макс Кілман                                           |
| 28 | ПЗ   | Чехія     | Томаш Соучек                                          |
| 29 | ЗХ   | Англія    | Аарон Ван-Біссака                                     |
| 33 | ЗХ   | Італія    | Емерсон Палміері                                      |
| 34 | НП   | Ірландія  | Еван Фергюсон (в оренді з «Брайтон енд Гоув Альбіон») |
| 39 | ПЗ   | Шотландія | Енді Ірвінг                                           |
| 57 | ПЗ   | Англія    | Олівер Скарлес                                        |

Персонал
| Імя                  | Посада                        |
| -------------------- | ----------------------------- |
| Хулен Лопетегі       | Головний тренер               |
| Пабло Санс           | Асистент головного тренера    |
| Оскар Каро           | Голова відділу продуктивності |
| Хуан Вісенте Пейнадо | Головний аналітик             |
| Борха Де Альба       | Тренер з фізпідготовки        |
| Еду Рубіо            | Тренер з техніки              |
| Хаві Валеро          | Тренер воротарів              |

## Титули та досягнення
- Другий дивізіон/Чемпіонат Футбольної Ліги (другий рівень):
  - Переможці (2): 1958, 1981
  - Друге місце (3): 1923, 1991, 1993
  - Переможець плей-оф (2): 2005, 2012
- Кубок Англії:
  - Переможець (3): 1964, 1975, 1980
  - Фіналіст (2): 1923, 2006
- Суперкубок Англії:
  - Переможець (1): 1964
- Кубок Футбольної Ліги:
  - Фіналіст (2): 1966, 1981
- Кубок володарів кубків УЄФА:
  - Переможець (1): 1965
  - Фіналіст (1): 1976
- Кубок Інтертото:
  - Переможець (1): 1999
- Ліга конференцій:
  - Переможець: (1): 2023

## Головні тренери
За свою історію «Вест Гем Юнайтед» змінив 18 постійних менеджерів, та 2 тимчасових.
| Тренер             | Дата призначення | Дата звільнення  | Зіграно ігор | Перемог | Нічиї | Поразки | % перемог |
| ------------------ | ---------------- | ---------------- | ------------ | ------- | ----- | ------- | --------- |
| Сід Кінг           | 1 квітня 1902    | 1 листопада 1932 | 638          | 248     | 146   | 244     | 38.87%    |
| Чарлі Пейнтер      | 1 листопада 1932 | 1 серпня 1950    | 480          | 198     | 116   | 166     | 41.25%    |
| Тед Фентон         | 1 серпня 1950    | 31 березня 1961  | 484          | 193     | 107   | 184     | 39.88%    |
| Рон Грінвуд        | 1 квітня 1961    | 16 серпня 1974   | 658          | 236     | 174   | 248     | 35.87%    |
| Джон Лаєлл         | 16 серпня 1974   | 5 червня 1989    | 770          | 308     | 194   | 268     | 40.00%    |
| Лу Макарі          | 3 липня 1989     | 18 лютого 1990   | 39           | 14      | 13    | 12      | 35.9%     |
| Біллі Бондс        | 23 лютого 1990   | 10 серпня 1994   | 227          | 99      | 61    | 67      | 43.61%    |
| Гаррі Реднапп      | 10 серпня 1994   | 9 травня 2001    | 327          | 121     | 85    | 121     | 37.00%    |
| Гленн Редер        | 9 травня 2001    | 24 серпня 2003   | 86           | 27      | 23    | 36      | 32.53%    |
| Алан Пард'ю        | 20 жовтня 2003   | 11 грудня 2006   | 163          | 67      | 38    | 58      | 41.1%     |
| Алан Кербішлі      | 13 грудня 2006   | 3 вересня 2008   | 71           | 28      | 14    | 29      | 39.44%    |
| Джанфранко Дзола   | 15 вересня 2008  | 11 травня 2010   | 80           | 23      | 21    | 36      | 28.75%    |
| Аврам Грант        | 3 червня 2010    | 16 травня 2011   | 47           | 15      | 12    | 20      | 31.91%    |
| Сем Еллардайс      | 1 червня 2011    | 25 травня 2015   | 181          | 68      | 46    | 67      | 37.57%    |
| Славен Билич       | 9 червня 2015    | 6 листопада 2017 | 111          | 42      | 30    | 39      | 37.84%    |
| Девід Моєс         | 7 листопада 2017 | 16 травня 2018   | 31           | 9       | 10    | 12      | 29.03%    |
| Мануель Пеллегріні | 22 травня 2018   | 28 грудня 2019   | 64           | 24      | 11    | 29      | 37.50%    |
| Девід Моєс         | 29 грудня 2019   | 30 червня 2024   | 262          | 112     | 55    | 95      | 42.07%    |
| Хулен Лопетегі     | 1 липня 2024     |                  |              |         |       |         |           |

### Тимчасові головні тренери
| Тренер         | Дата призначення              | Дата звільнення               | Зіграно ігор | Перемог | Нічиї | Поразки | % перемог |
| -------------- | ----------------------------- | ----------------------------- | ------------ | ------- | ----- | ------- | --------- |
| Кевін Кін      | 3 вересня 2008 16 травня 2011 | 15 вересня 2008 1 червня 2011 | 2            | 0       | 0     | 2       | 0%        |
| Тревор Брукінг | 24 квітня 2003                | 20 жовтня 2003                | 14           | 9       | 4     | 1       | 64.29%    |

## Відомі гравці
- Джордж Хілсдон
- Скотт Паркер
- Боббі Мур
- Марк Нобл
- Гаррі Реднапп
- Мартін Пітерс
- Кевін Нолан
- Джефф Герст
- Френк Лемпард
- Джо Коул
- Ріо Фердінанд
- Джермейн Дефо
- Енді Керрол
- Роббі Кін
- Дімітрі Паєт
- Разван Рац
- Карлос Тевес
- Вінстон Рід
- Еннер Валенсія
- Шейху Куяте
- Сергій Ребров
- Андрій Ярмоленко

## Статистика та рекорди

### Результати матчів[74]

#### Рекордна перемога
Прем'єр-Ліга
- Вдома: 6-0 проти «Барнслі», 10 січня 1998
- На виїзді: 5-0 проти «Дербі Каунті», 10 листопада 2007

Перший дивізіон
- Вдома: 8-0 проти «Сандерленд», 19 жовтня 1968
- На виїзді: 6-1 проти «Манчестер Сіті», 8 вересня 1962

Другий дивізіон
- Вдома: 8-0 проти «Ротергем Юнайтед», 8 березня 1958
- На виїзді: 6-0 проти «Лестер Сіті», 15 лютого 1923

Європейські турніри
- Вдома: 5-0 проти «Фрайбург», Ліга Європи УЄФА, 14 березня 2024

- На виїзді: 3-0 проти «Стяуа», Ліга конференцій УЄФА, 3 листопада 2022

Кубок Англії
- Вдома: 8-1 проти «Честерфілд», 10 січня 1914

- На виїзді: 3-0 проти «Чатем», 28 листопада 1903

Кубок Ліги
- Вдома: 10-0 проти «Бері», 25 жовтня 1983

- На виїзді: 5-1 проти «Волсолл», 13 вересня 1967

#### Рекордна нічия
- Вдома: 5-5 проти «Астон Вілла», Перший дивізіон, 3 січня 1931
- На виїзді: 5-5 проти «Челсі», Перший дивізіон, 17 грудня 1966

#### Рекордна поразка
Прем'єр-Ліга
- Вдома: 0-6 проти «Арсенал», 11 лютого 2024
- На виїзді: 1-7 проти «Блекберн Роверс», 14 жовтня 2001

Перший дивізіон
- Вдома: 2-8 проти «Блекберн Роверс», 26 лютого 1963
- На виїзді: 0-7 проти «Шеффілд Венсдей», 28 листопада 1959

Другий дивізіон
- Вдома: 0-6 проти «Шеффілд Венсдей», 8 грудня 1951
- На виїзді: 0-7 проти «Барнслі», 1 вересня 1919

Європейські турніри
- Вдома: 1-4 проти «Динамо (Тбілісі)», Кубок володарів кубків УЄФА, 4 березня 1981
- На виїзді: 0-3 проти «Палермо», Кубок УЄФА, 28 вересня 2006

Кубок Англії
- Вдома: 0-5 проти «Манчестер Сіті», 6 січня 2017
- На виїзді: 0-6 проти «Манчестер Юнайтед», 26 січня 2003

Кубок Ліги
- Вдома: 2-5 проти «Барнслі», 6 жовтня 1987
- На виїзді: 0-6 проти «Манчестер Сіті», 8 січня 2014